# Culpables
Culpables és una pel·lícula espanyola de cinema negre dirigida el 1958 per Arturo Ruiz Castillo basada en una obra de teatre de Manuel Ruiz Castillo i protagonitzada per Fernando Rey, Lina Rosales i Pastor Serrador. Fou seleccionada per la competició oficial del Festival Internacional de Cinema de Sant Sebastià 1958.

## Argument
El director i empresari d'un teatre tancat des de fa algun temps cita a quatre importants actors que van formar de la companyia. Mentre l'esperen, recorden els èxits i els fracassos del passat en aquell escenari. Finalment, tips d'esperar, decideixen telefonar-lo a la seva casa i es queden estupefactes quan s'assabenten que ha estat assassinat al seu despatx. Qualsevol d'ells podria haver comès el crim.

## Repartiment
- Anna Maria Ferrero... Margarita
- Fernando Rey...	Mario
- Lina Rosales...	Mercedes
- Pastor Serrador... Ignacio
- Jacques Sernas... Emilio
- Roberto Camardiel	... Antonio
- Lorenzo Robledo... Alberto
- Pilar Caballero... Susana